# Guamuchal
Guamuchal är en ort i Mexiko.   Den ligger i kommunen Huehuetán och delstaten Chiapas, i den sydöstra delen av landet, 900 km sydost om huvudstaden Mexico City. Guamuchal ligger 14 meter över havet och antalet invånare är 199.
Terrängen runt Guamuchal är mycket platt, och sluttar västerut. Runt Guamuchal är det ganska tätbefolkat, med 75 invånare per kvadratkilometer. Närmaste större samhälle är Huixtla, 18,7 km norr om Guamuchal. Omgivningarna runt Guamuchal är en mosaik av jordbruksmark och naturlig växtlighet.